# The Next Gentleman (mùa 1)
The Next Gentleman – Quý Ông Hoàn Mỹ 2022 là mùa đầu tiên được phát sóng trên kênh YouTube, VTVcab và On Sports+ vào ngày 18 tháng 2 năm 2022. Hà Anh, Hương Giang, Xuân Lan làm huấn luyện viên người mẫu, còn Dược sĩ Tiến làm dẫn chương trình. 
Giải thưởng của mùa đầu tiên là tiền mặt trị giá 2.000.000.000 đồng cho top 3, quán quân sẽ nhận được tiền mặt trị giá 400 triệu đồng, hợp đồng hỗ trợ thương hiệu từ DST Entertainment trị giá 1 tỷ đồng và hàng loạt các voucher hấp dẫn đến từ các thương hiệu lớn. Còn á quân sẽ thi quốc tế là Man of the Year 2022 và Mister Grand International 2022 cùng với voucher từ các thương hiệu lớn. 
Người chiến thắng trong cuộc thi là Phạm Văn Kiên, 22 tuổi, đến từ Yên Bái.

## Các thí sinh
(Tuổi tính từ ngày dự thi)
| Thí sinh           | Tuổi | Chiều cao               | Quê quán              | Huấn luyện viên | Dừng chân | Hạng  |
| ------------------ | ---- | ----------------------- | --------------------- | --------------- | --------- | ----- |
| Nguyễn Văn Dũng    | 22   | 1,68 m (5 ft 6 in)      | Hà Nội                | Hương Giang     | Tập 2     | 18–17 |
| Nguyễn Hoàng Anh   | 22   | 1,61 m (5 ft 3+1⁄2 in)  | Hòa Bình              | Hương Giang     | Tập 2     | 18–17 |
| Hữu Thanh Tùng     | 30   | 1,79 m (5 ft 10+1⁄2 in) | Bà Rịa - Vũng Tàu     | Xuân Lan        | Tập 3     | 16–15 |
| K' Brơi            | 30   | 1,80 m (5 ft 11 in)     | Lâm Đồng              | Hà Anh          | Tập 3     | 16–15 |
| Elia Marchetti     | 31   | 1,84 m (6 ft 1⁄2 in)    | Ý                     | Hà Anh          | Tập 4     | 14    |
| Lương Gia Huy      | 30   | 1,80 m (5 ft 11 in)     | Thành phố Hồ Chí Minh | Hà Anh          | Tập 5     | 13–12 |
| Mai Hồng Khánh     | 27   | 1,73 m (5 ft 8 in)      | An Giang              | Xuân Lan        | Tập 5     | 13–12 |
| Hoàng Quang Sơn    | 26   | 1,80 m (5 ft 11 in)     | Đồng Nai              | Hà Anh          | Tập 7     | 11–9  |
| Nguyễn Văn Lừng    | 24   | 1,85 m (6 ft 1 in)      | Thành phố Hồ Chí Minh | Hà Anh          | Tập 7     | 11–9  |
| Nguyễn Vũ Linh     | 28   | 1,82 m (5 ft 11+1⁄2 in) | Bến Tre               | Xuân Lan        | Tập 7     | 11–9  |
| Nguyễn Hải Anh     | 29   | 1,65 m (5 ft 5 in)      | Hà Nội                | Xuân Lan        | Tập 8     | 8–6   |
| Hồ Nhật Quang      | 22   | 1,82 m (5 ft 11+1⁄2 in) | Thành phố Hồ Chí Minh | Hương Giang     | Tập 8     | 8–6   |
| Nguyễn Quang Thuận | 23   | 1,78 m (5 ft 10 in)     | Bắc Ninh              | Xuân Lan        | Tập 8     | 8–6   |
| Đỗ Xuân Phong      | 23   | 1,75 m (5 ft 9 in)      |                       | Hương Giang     | Tập 8     | 5–4   |
| Lưu Cao Phát       | 24   | 1,78 m (5 ft 10 in)     | Thành phố Hồ Chí Minh | Hương Giang     | Tập 8     | 5–4   |
| Nguyễn Minh Kha    | 29   | 1,84 m (6 ft 1⁄2 in)    | Đồng Nai              | Xuân Lan        | Tập 8     | 3     |
| Nguyễn Minh Khắc   | 30   | 1,82 m (5 ft 11+1⁄2 in) | Tây Ninh              | Hà Anh          | Tập 8     | 2     |
| Phạm Văn Kiên      | 22   | 1,82 m (5 ft 11+1⁄2 in) | Yên Bái               | Hương Giang     | Tập 8     | 1     |

## Các tập
| TT. tổng thể | TT. trong mùa phim | Tiêu đề                                 | Ngày phát hành gốc  |
| --- | ------------------ | --------------------------------------- | ------------------- |
| 1 | 1                  | "Casting, kỹ năng diễn xuất, chọn team" | 18 tháng 2 năm 2022 |
| Các thí sinh phải trải qua thử thách Phong cách quý ông, Kỹ năng trình diễn và Khả năng ứng xử. Mỗi thí sinh phải được nhận 4 trên 7 bình chọn của ban giám khảo để bước tiếp vào vòng chọn đội, các thí sinh bị loại sẽ có cơ hội thứ 2 nhờ tấm vé "cứu" của host Dược sĩ Tiến và các huấn luyện viên. Những thí sinh được vé "cứu" từ huấn luyện viên nào sẽ về thẳng đội hình chính thức của team đó, còn vé "cứu" của host sẽ đưa ngẫu nhiên thí sinh này về một trong ba đội. Mỗi huấn luyện viên chỉ có 1 quyền "cứu" và chỉ cứu được 1 thí sinh, và khi huấn luyện viên sử dụng quyền "cứu" thì trong vòng chọn đội sẽ có một lần bị host "chặn", đồng nghĩa với việc không được nói để thuyết phục (thí sinh vẫn có thể về đội của huấn luyện viên bị "chặn"). Kết thúc vòng chọn đội, mỗi huấn luyện viên sẽ có 6 thí sinh (kể cả thí sinh được chọn bằng quyền "cứu"). - Team Xuân Lan : Thanh Tùng, Vũ Linh, Minh Kha, Hồng Khánh, Hải Anh, Quang Thuận - Team Hà Anh : K'Brơi, Elia, Nguyễn Lừng, Gia Huy, Quang Sơn, Minh Khắc - Team Hương Giang : Cao Phát, Văn Kiên, Văn Dũng, Hoàng Anh, Nhật Quang, Xuân Phong - Giám khảo khách mời: Nguyễn Hưng, Tô Diệp Hà, Don Hậu |                    |                                         |                     |
| 2 | 2                  | TBA                                     | 26 tháng 2 năm 2022 |
| - Đội chiến thắng thử thách: Team Hà Anh - Top 4 nguy hiểm: Nguyễn Hải Anh, Mai Hồng Khánh, Nguyễn Hoàng Anh và Nguyễn Văn Dũng - Loại: Nguyễn Hoàng Anh, Nguyễn Văn Dũng |                    |                                         |                     |
| 3 | 3                  | TBA                                     | 4 tháng 3 năm 2022  |
| - Đội chiến thắng thử thách: Team Hương Giang - Top 5 nguy hiểm: Nguyễn Vũ Linh, Nguyễn Quang Thuận, Hữu Thanh Tùng, K' Brơi và Nguyễn Minh Khắc - Loại: Hữu Thanh Tùng, K' Brơi |                    |                                         |                     |
| 4 | 4                  | TBA                                     | 11 tháng 3 năm 2022 |
| - Đội chiến thắng thử thách: Team Xuân Lan - Top 4 nguy hiểm: Nguyễn Minh Khắc, Lương Gia Huy, Elia Marchetti và Lưu Cao Phát - Loại: Elia Marchetti, Lưu Cao Phát |                    |                                         |                     |
| 5 | 5                  | TBA                                     | 18 tháng 3 năm 2022 |
| - Đội chiến thắng thử thách: Team Hương Giang - Top 5 nguy hiểm: Nguyễn Vũ Linh, Mai Hồng Khánh, Nguyễn Văn Lừng, Lương Gia Huy và Nguyễn Minh Khắc - Loại: Lương Gia Huy, Mai Hồng Khánh |                    |                                         |                     |
| 6 | 6                  | TBA                                     | 25 tháng 3 năm 2022 |
| - Đội chiến thắng thử thách: Team Xuân Lan - Top 4 nguy hiểm: Nguyễn Văn Lừng, Hoàng Quang Sơn, Phạm Văn Kiên và Hồ Nhật Quang - Loại: Không có |                    |                                         |                     |
| 7 | 7                  | "Bán kết"                               | 1 tháng 4 năm 2022  |
| 7 thí sinh thể hiện tốt được điểm số cao nhất trong phần thi Khí chất quý ông và Tài năng quý ông được vào chung kết, trong khi 3 thí sinh bị loại bởi điểm số thấp nhất của ban giám khảo bao gồm host. - Best Talent: Đỗ Xuân Phong - Loại: Hoàng Quang Sơn, Nguyễn Văn Lừng và Nguyễn Vũ Linh - Giám khảo khách mời: Nguyễn Hưng, Dương Triệu Vũ, Ngọc Mai, Thuận Nguyễn, Huy Minh |                    |                                         |                     |
| 8 | 8                  | "Chung kết"                             | 22 tháng 4 năm 2022 |
| - Huấn luyện viên và đội chiến thắng: Team Hương Giang - Quán quân: Phạm Văn Kiên - Man of the Year Vietnam 2022 (Á quân 1): Nguyễn Minh Khắc - Mister Grand Vietnam 2022 (Á quân 2): Nguyễn Minh Kha - Loại: Nguyễn Hải Anh, Hồ Nhật Quang, Nguyễn Quang Thuận, Đỗ Xuân Phong, Lưu Cao Phát - Giám khảo khách mời: Jennifer Phạm, Kim Lý, Matthew Deane Chanthavanij, Bennett Neo, Dương Triệu Vũ, Trần Việt Bảo Hoàng, Phạm Duy Khánh, Huy Minh, Trịnh Minh Quang |                    |                                         |                     |

## Tóm tắt

### Bảng loại trừ
| Team Xuân Lan | Team Hà Anh | Team Hương Giang |

| Văn Kiên    | AT | AT    | THẮNG | AT    | THẮNG | THẤP  | AT   | AT   | AT   | QUÁN QUÂN |  |  |  |  |  |  |  |  |  |  |  |
| Minh Khắc   | AT | THẮNG | THẤP  | THẤP  | THẤP  | AT    | AT   | AT   | AT   | Á QUÂN    |  |  |  |  |  |  |  |  |  |  |  |
| Minh Kha    | AT | AT    | AT    | THẮNG | AT    | THẮNG | AT   | AT   | AT   | Á QUÂN    |  |  |  |  |  |  |  |  |  |  |  |
| Cao Phát    | AT | AT    | THẮNG | LOẠI  |       |       |      | AT   | LOẠI |           |  |  |  |  |  |  |  |  |  |  |  |
| Xuân Phong  | AT | AT    | THẮNG | MIỄN  | THẮNG | AT    | AT   | AT   | LOẠI |           |  |  |  |  |  |  |  |  |  |  |  |
| Quang Thuận | AT | AT    | THẤP  | THẮNG | AT    | THẮNG | AT   | LOẠI |      |           |  |  |  |  |  |  |  |  |  |  |  |
| Nhật Quang  | AT | AT    | THẮNG | MIỄN  | THẮNG | THẤP  | AT   | LOẠI |      |           |  |  |  |  |  |  |  |  |  |  |  |
| Hải Anh     | AT | THẤP  | AT    | THẮNG | AT    | THẮNG | AT   | LOẠI |      |           |  |  |  |  |  |  |  |  |  |  |  |
| Vũ Linh     | AT | AT    | THẤP  | THẮNG | THẤP  | THẮNG | LOẠI |      |      |           |  |  |  |  |  |  |  |  |  |  |  |
| Văn Lừng    | AT | THẮNG | AT    | MIỄN  | THẤP  | THẤP  | LOẠI |      |      |           |  |  |  |  |  |  |  |  |  |  |  |
| Quang Sơn   | AT | THẮNG | AT    | AT    | AT    | THẤP  | LOẠI |      |      |           |  |  |  |  |  |  |  |  |  |  |  |
| Hồng Khánh  | AT | THẤP  | AT    | THẮNG | LOẠI  |       |      |      |      |           |  |  |  |  |  |  |  |  |  |  |  |
| Gia Huy     | AT | THẮNG | AT    | THẤP  | LOẠI  |       |      |      |      |           |  |  |  |  |  |  |  |  |  |  |  |
| Elia        | AT | THẮNG | AT    | LOẠI  |       |       |      |      |      |           |  |  |  |  |  |  |  |  |  |  |  |
| K' Brơi     | AT | THẮNG | LOẠI  |       |       |       |      |      |      |           |  |  |  |  |  |  |  |  |  |  |  |
| Thanh Tùng  | AT | AT    | LOẠI  |       |       |       |      |      |      |           |  |  |  |  |  |  |  |  |  |  |  |
| Hoàng Anh   | AT | LOẠI  |       |       |       |       |      |      |      |           |  |  |  |  |  |  |  |  |  |  |  |
| Văn Dũng    | AT | LOẠI  |       |       |       |       |      |      |      |           |  |  |  |  |  |  |  |  |  |  |  |

     Thí sinh an toàn
     Thí sinh là một phần của đội chiến thắng trong tập
     Thí sinh đứng trước nguy cơ bị loại
     Thí sinh bị loại
     Thí sinh được miễn loại
     Thí sinh xin rút trong phòng loại
     Thí sinh á quân
     Thí sinh quán quân The Next Gentleman
1. ↑  Trong tập 1 là tập casting, 45 thí sinh giảm xuống còn 18 thí sinh chia cho 3 đội
2. 1 2 3  Hoàng Anh ở tập 2, Cao Phát ở tập 4, Hồng Khánh ở tập 5 bị loại bởi host
3. ↑  Trong tập 3, mentor Hương Giang của đội thắng không chấp nhận Vũ Linh vào phòng loại vì có thành tích tốt nên yêu cầu đổi thí sinh, Thanh Tùng giơ tay xin vào phòng loại thay thế Vũ Linh và bị loại, K' Brơi bị loại bởi khách mời Võ Hoàng Yến
4. ↑  Trong tập 5, mentor Hương Giang của đội thắng không có quyền loại thí sinh mà thuộc về host, mentor Hương Giang có quyền lựa chọn thí sinh của 2 đội khác vào phòng loại
5. ↑  Trong tập 6, mentor Xuân Lan của đội thắng từ chối quyền loại và giao quyền loại cho host, nhưng host không loại thí sinh nào
6. ↑  Trong tập 8, Cao Phát được vào top 8 chung kết nhờ bình chọn của khán giả

### Thử thách chính
- Tập 2: Catwalk trên khoang tàu điện với 2 bộ sưu tập Thu Đông
- Tập 3: Chụp ảnh trên sân golf
- Tập 4: Quay viral clip dưới hình thức one-shot
- Tập 5: Trò chuyện với 3 khách mời
- Tập 6: Gương mặt đại diện, đồng hành cùng thương hiệu 25Fit

## Dự thi cuộc thi sắc đẹp quốc tế
Chú thích màu
- : Nam vương
- : Á vương
- : Top chung kết
- : Top bán chung kết
- : Được giải thưởng đặc biệt

| Đại diện         | Cuộc thi                         | Thứ hạng  | Giải thưởng đặc biệt                                       | T.k.   |
| ---------------- | -------------------------------- | --------- | ---------------------------------------------------------- | ------ |
| Lương Gia Huy    | Mister Universal Ambassador 2017 | Nam vương | 2 - - Top 5 Top Model - Top 5 Best National Costume        | [ 14 ] |
| Nguyễn Minh Khắc | Man of the Year 2022             | Á vương 1 | 2 - - Man of the Year Modern - Top 3 Best National Costume | [ 15 ] |
| Nguyễn Minh Khắc | Mister Supranational 2025        | Top 10    |                                                            |        |
| Nguyễn Vũ Linh   | Mister Universe Tourism 2017     | Top 10    |                                                            |        |
| Nguyễn Vũ Linh   | Mister Grand International 2022  | Á vương 4 | 2 - - Best in National Costume - Top Model                 | [ 17 ] |
| Nguyễn Vũ Linh   | Manhunt International 2025       | Á vương 4 |                                                            | [ 18 ] |

1. ↑  Minh Kha từ bỏ dự thi vì lý do cá nhân. Vũ Linh thay thế Minh Kha dự thi.[16]